# (292159) Jongoldstein
(292159) Jongoldstein est un astéroïde de la ceinture principale.

## Description
(292159) Jongoldstein est un astéroïde de la ceinture principale. Il fut découvert le 14 septembre 2006 à Mauna Kea par Joseph Masiero. Il présente une orbite caractérisée par un demi-grand axe de 2,39 UA, une excentricité de 0,14 et une inclinaison de 3,2° par rapport à l'écliptique.

## Compléments